# Christina Charlotta Rudbeck
Christina Charlotta Rudbeck, född 1722, död 1804, var en svensk adelsdam och herrnhutare. 
Hon var dotter till professor Olof Rudbeck d.y. och gifte sig 1745 med bergsrådet Erland Fredrik Hjärne. Hon övergick med maken till herrnhutismen 1750 och blev 1760 medlem av dess församling i Stockholm. 
Hon blev en ledande gestalt inom rörelsen då hon 1777-79 iordningställde en samlingssal åt församlingen på vinden till sitt vagnhus. Hon ansökte 1778 om att uppföra en ny gudstjänslokal, och fick då sköta de känsliga förhandlingarna med myndigheterna för att få tillstånd till det. 1783 lät hon uppföra en helt ny salsbyggnad på sin tomt som i mer än 130 år var gudstjänstlokal åt församlingen, till vilken hon även testamenterade sin kvarlåtenskap. 
Hennes självbiografiska levnadsteckning trycktes 1881 i kalendern Korsblomman. Dagböcker och andra handlingar efter henne och maken bevaras i Evangeliska brödraförsamlingens arkiv, Sthlm. Hennes dagbok behandlar åren 1744 till 1803.